# Peringueyella jocosa
Peringueyella jocosa är en insektsart som beskrevs av Henri Saussure 1888. Peringueyella jocosa ingår i släktet Peringueyella och familjen vårtbitare.

## Underarter
Arten delas in i följande underarter:
- P. j. jocosa
- P. j. multispina